# Mariella Thamm
Mariella Thamm (* 21. August 2009) ist eine deutsche Tennisspielerin.

## Karriere
Thamm spielt bislang vor allem auf der ITF Junior Tour und gehört seit 2024 zum Porsche Talent Team Deutschland.
2020 gewann sie neben den Baden-Württembergischen Jugendmeisterschaften der U11 auch das süddeutsche U11-Sichtungsturnier in Nürnberg. Thamm war 2020 die deutsche Nummer eins ihres Jahrgangs.
2021 gewann Thamm nach dem Vizetitel im Juli im Freien dann im November die offene Deutsche Jugendhallenmeisterschaften der U12 in Leipzig.
2023 wurde Thamm im Juni deutsche Meisterin der U14. Im November erhielt sie einen Startplatz im Hauptfeld des Dameneinzels der nationalen deutschen Hallen-Tennismeisterschaften, wo sie in der ersten Runde mit 4:6 und 2:6 gegen die an Position sechs gesetzte Mara Guth verlor. Zum Ende des Jahres gewann sie den „3. Silvester-Cup“ in Dresden.
2024 gewann Thamm im Juni die Baden-Württemberg-Meisterschaften der Aktiven. Im Juli erhielt sie eine Wildcard für das Hauptfeld im Dameneinzel des mit 25.000 US-Dollar dotierten Tennis International Darmstadt, wo sie mit Siegen über Emily Welker und Vivian Wolff ins Viertelfinale einzog. Dort musste sie sich dann aber mit 2:6 und 0:6 der an Position zwei gesetzten Hanne Vandewinkel geschlagen geben. Im September stand sie in ihrem ersten Einzelfinale eines ITF-Turniers. Beim W15 im französischen Nogent-sur-Marne unterlag sie Aneta Kučmová mit 3:6 und 1:6. In der ersten Novemberwoche konnte Thamm sich für das Hauptfeld der mit 60.000 US-Dollar dotierten Therme Erding Open Ismaning qualifizieren, wo sie mit Siegen über Michelle Khomich und Nastasja Schunk das Viertelfinale erreichte, dort aber dann gegen die an Position zwei gesetzte Darija Snihur mit 6:74 und 2:6 verlor. Mit diesem Erfolg machte Thamm einen Sprung in der Weltrangliste um 226 Plätze von Platz 1001 auf 775. Sie war zu diesem Zeitpunkt die jüngste Spielerin innerhalb der Top-800 in der Welt. In der Woche darauf trat Thamm zusammen mit ihren U16-Nationalmannschaftskolleginnen Sonja Zhenikhova und Julia Stusek beim U16-Billie-Jean-King-Cup in der Türkei an, wo die Mädels das Halbfinale erreichten.
Im Juni des Jahres 2025 gewann sie ihr erstes ITF-Turnier, als sie Ida Wobker im Finale von Kamen bezwang.

## Turniersiege

### Einzel
| Nr. | Datum         | Turnier | Kategorie | Belag | Finalgegnerin | Ergebnis |
| --- | ------------- | ------- | --------- | ----- | ------------- | -------- |
| 1.  | 29. Juni 2025 | Kamen   | ITF W15   | Sand  | Ida Wobker    | 6:4, 7:5 |
| 2.  | 20. Juli 2025 | Krško   | ITF W15   | Sand  | Irina Balus   | 6:4, 6:2 |

### Doppel
| Nr. | Datum         | Turnier | Kategorie | Belag | Partnerin    | Finalgegnerin                 | Ergebnis |
| --- | ------------- | ------- | --------- | ----- | ------------ | ----------------------------- | -------- |
| 1.  | 28. Juni 2025 | Kamen   | ITF W15   | Sand  | Laura Böhner | Josy Daems Anastassija Firman | 6:2, 6:4 |